# Dileptus
A Dileptus egysejtű csillósok nemzetsége a Litostomatea kládban. Fajai megtalálhatók édes- és tengervízben, valamint mohák közelében és talajban. Legtöbb faja agresszív predátor hosszú, mozgó proboscisokkal, melyeket mérgező extruszómák bélelnek, melyekkel kisebb élőlényeket bénítanak meg elfogyasztásuk előtt. 13 faja és alfaja ismert.
Fajai a csillóminták, az ontogenezis, a konjugáció és a táplálékszerzés modellszervezeteiként működtek.

## Történet

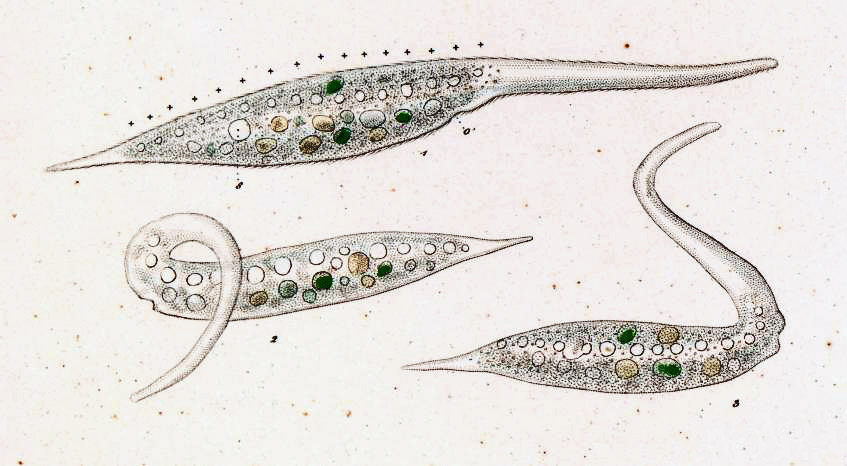
Amphileptus margaritifer (=Dileptus margaritifer) C. G. Ehrenberg 1833.

Az első Dileptus-fajt 1833-ban C. G. Ehrenberg írta le Amphileptus margaritifer néven. 8 évvel később Félix Dujardin létrehozta a Dileptus nemzetséget, ide helyezve Ehrenberg A. margaritifer faját a Dileptus anser Müller 1773 (ma Pseudomonilicaryon) és a Dileptus folium (ma Litonotus cygnus) fajokkal együtt. Az ezt követő 100 évben számos új fajt írtak le. 1963-ban, amikor Jean Dragesco a nemzetség első részletes leírását kiadta, kb. 50 fajt tartalmazott.
Dujardin 1841-ben a Dileptust az A. anser sensu Ehrenberg 1838 fajjal tipizálta, melyről Berger és Foissner 2014-ben megállapították, hogy tévesen azonosított D. margaritifer.
Egy 2012-es összefoglaló rendszertani tanulmányban Peter Vďačný és Wilhelm Foissner a nemzetséget az „50-nél több szórt, egymástól függetlenül osztódó csomót tartalmazó makronukleuszú Dileptidae-fajokra” korlátozta, 10 név szerint ismert fajt hagyva benne. Számos hagyományosan ide sorolt faj, például a D. anser más nemzetségekbe, például a Pseudomonilicaryonba vagy a Rimaleptusba került.
Adl  et al. 2019-es rendszertanában a Litostomatea Rhynchostomatia csoportja Dileptida kládja Dileptidae taxonjában szerepelt az Apodileptus és Pseudomonilicaryon nemzetségek mellett.
2024-ben Li  et al. egy meg nem nevezett faj genomját szekvenálták.

## Genetika
Egy meg nem nevezett faja magi genomja az első szekvenált Dileptus-genom. Ennek hossza 96 500 208 bp, GC-tartalma 25,7%, és 26 891 gént tartalmaz. Transzlációja például az Euplotes nemzetségével szemben kanonikus, vagyis az 1. átírási táblázat szerint történik.
Li  et al. 2013-as tanulmánya szerint 1 aminosav megváltozása a Dileptus omnipotens (mindhárom stopkodont felismerő) eRF1-ét az Euploteséhez hasonló, 2 stopkodont felismerő eRF1-gyé alakítja, és a standard kodonhasználat – különösen az UGA stopkodon felismerése – előnyös lehet a Dileptushoz hasonló ragadozó csillósoknak, mivel a zsákmánnyal azonos genetikai kód használata növelné annak génjei transzlációja kockázatát.

## Morfológia
Sejtteste általában keskeny, csepp alakú vagy hengeres, makronukleusza több mint 100 szórt, osztódáskor egyenként osztódó csomóból áll. Elülső végén mozgó proboscis van, melynek alapján sejtszáj van, és mikrotubulus-hasábok (nematodezma) erősítik. A sejtfelszínt egyenletesen fedik longitudinális sorokban elrendezett csillók. A test hátul elvékonyodhat, farkot alkotva. Több kontraktilis vakuóluma van sorban dorzális felszíne mentén. Legtöbb faja színtelen, de legalább 2 faj szimbionta zöldmoszatokkal rendelkezhet sejtplazmájában. Képes összehúzódásra és ellazulásra, ezért a központ azonosítása előrejelzéshez és jelöléshez nehéz és nem feltétlenül egyedi.
Kortikális sejtváza a hossztengely mentén futó mikrotubulusszálakból áll.
Száj körüli kinetidája vegyes, dorzális keféje nyitott állású, a proboscistól balra csillók nélküli szakasza van.

## Ökológia
Elsősorban ragadozóként viselkedik. Brown és Jenkins 1962-ben különböző állatcsoportokat – például csalánozókat, laposférgeket, áltestüreges állatokat, gyűrűsférgeket és puhatestűeket – evő generalista fajról számoltak be. Más fajai táplálékai más csillósok, például Tetrahymena- vagy papucsállatkafajok lehetnek.
Egy Tetrahymena pyriformisszal táplálkozó faj szóródása nő prédája alacsony sűrűsége esetén, a T. pyriformis szóródását pedig a vele táplálkozó Dileptus sp. magas sűrűsége növeli.
Proboscisát a zsákmány befogására használja, és jelentős alakváltozásokra képes.

## Fajok
- Dileptus anatinus Golińska, 1971
- Dileptus beersi Jones, 1956
- Dileptus costaricanus Foissner, 1995
- Dileptus dubius Vuxanovici, 1959
- Dileptus estuarinus Dragesco, 1960
- Dileptus jonesi Dragesco, 1963
- Dileptus margaritifer (Ehrenberg, 1833)
- Dileptus multinucleatus Vuxanovici, 1959
- Dileptus sphagnicola Vdacny et Foissner, 2011
- Dileptus viridis (Ehrenberg, 1833) Foissner, 1987

## Fordítás
Ez a szócikk részben vagy egészben  a   Dileptus című angol Wikipédia-szócikk ezen változatának fordításán alapul.  Az eredeti cikk szerkesztőit annak laptörténete sorolja fel. Ez a jelzés csupán a megfogalmazás eredetét és a szerzői jogokat jelzi, nem szolgál a cikkben szereplő információk forrásmegjelöléseként.